# صنایع فیات
صنایع فیات (به ایتالیایی: Fiat Industrial) شرکت صنایع سنگین ایتالیایی، متعلق به شرکت فیات بود، که بخش تولید خودروهای سنگین، مانند انواع کامیون‌ها، اتوبوس‌ها، ماشین‌آلات عمرانی و ماشین‌آلات کشاورزی این گروه را برعهده داشت. بزرگترین سهامدار فیات، شرکت اکسور بود که ۳۰٪ درصد از سهام این شرکت را در اختیار داشت.
سکان رهبری شرکت صنایع فیات، در دست سرجیو مارکیونه بود، که به عنوان رییس هیئت مدیره این شرکت، فعالیت می‌کرد. وی همچنین مدیر عامل اجرایی گروه فیات نیز بود.
صنایع فیات مالک شرکت اویکو بود، که در زمینه تولید انواع کامیون، فعالیت می‌نمود و کامیون‌های این شرکت، با برند ایوکو عرضه می‌شدند. صنایع فیات همچنین مالک ۸۹٫۳٪ درصد از سهام شرکت سی‌ان‌ایچ گلوبال بود، که تولیدکننده ماشین‌آلات کشاورزی بود. شرکت تابعه فیات پاورترین تکنالوجیز نیز، وظیفه تولید انواع گیربکس و موتورهای دیزلی لکوموتیو، دیزل‌ژنراتورها و موتورهای دریایی سبک را برای شرکت صنایع فیات، برعهده داشت.
این شرکت در سپتامبر ۲۰۱۳ با سی‌ان‌ایچ ادغام شد تا سی‌ان‌ایچ اینداستریال را تشکیل دهد.